# John Horgan
John S. Horgan (ur. 26 października 1940 w Tralee) – irlandzki polityk, medioznawca i nauczyciel akademicki, wieloletni Teachta Dála i senator, od 1981 do 1983 poseł do Parlamentu Europejskiego.

## Życiorys
Wnuk polityka i działacza Irlandzkich Ochotników Johna J. Horgana, syn dwojga lekarzy. Absolwent University College Cork (BA) i University College Dublin (MA), w 1997 obronił doktorat poświęcony Seánowi Lemassowi napisany pod kierunkiem Johna Josepha Lee. Został wykładowcą i profesorem dziennikarstwa w National Institute for Higher Education przekształconym w Dublin City University. Od 1962 przez szereg lat działał jako dziennikarz m.in. „The Irish Times” i „The Catholic Herald”. Autor książek poświęconych m.in. mediom, historii i religii.
Zaangażował się w działalność polityczną w ramach Partii Pracy. W latach 1969–1977 członek Seanad Éireann z nominacji National University of Ireland, później do 1981 zasiadał w Dáil Éireann. Od 21 października 1981 do 1 stycznia 1983 był posłem do Parlamentu Europejskiego (odszedł po objęciu stanowiska wykładowcy). Przystąpił do frakcji socjalistycznej, został m.in. wiceprzewodniczącym Komisji ds. Socjalnych i Zatrudnienia. W kolejnych latach działał jako wykładowca, zaś od 2007 do 2014 był pierwszym w historii Irlandii ombudsmanem ds. prasy.

## Życie prywatne
Dwukrotnie żonaty, z pierwszego małżeństwa ma syna, a z drugiego z Mary Jones – syna i córkę.